# Thống kê giải vô địch bóng đá thế giới 2018
Đây là thống kê cho Giải vô địch bóng đá thế giới 2018, diễn ra ở Nga từ ngày 14 tháng 6 đến ngày 15 tháng 7 năm 2018.
Cầu thủ ghi bàn từ loạt sút luân lưu không được tính, và các trận đấu được quyết định bởi loạt sút đá luân lưu được tính là tỷ số hòa.

## Cầu thủ ghi bàn
Đã có 169 bàn thắng ghi được trong 64 trận đấu, trung bình 2.64 bàn thắng mỗi trận đấu.
12 bàn phản lưới nhà đã được ghi bàn trong giải đấu này, tăng gấp đôi phá kỷ lục 6 lần thiết lập vào năm 1998.
6 bàn thắng
- Harry Kane

4 bàn thắng
- Romelu Lukaku
- Antoine Griezmann
- Kylian Mbappé
- Cristiano Ronaldo
- Denis Cheryshev

3 bàn thắng
- Eden Hazard
- Yerry Mina
- Mario Mandžukić
- Ivan Perišić
- Artem Dzyuba
- Diego Costa
- Edinson Cavani

2 bàn thắng
- Sergio Agüero
- Mile Jedinak
- Philippe Coutinho
- Neymar
- Luka Modrić
- Mohamed Salah
- John Stones
- Inui Takashi
- Ahmed Musa
- Son Heung-min
- Andreas Granqvist
- Wahbi Khazri
- Luis Suárez

1 bàn thắng
- Ángel Di María
- Gabriel Mercado
- Lionel Messi
- Marcos Rojo
- Michy Batshuayi
- Nacer Chadli
- Kevin De Bruyne
- Marouane Fellaini
- Adnan Januzaj
- Dries Mertens
- Thomas Meunier
- Jan Vertonghen
- Roberto Firmino
- Paulinho
- Renato Augusto
- Thiago Silva
- Juan Cuadrado
- Radamel Falcao
- Juan Fernando Quintero
- Kendall Waston
- Milan Badelj
- Andrej Kramarić
- Ivan Rakitić
- Ante Rebić
- Domagoj Vida
- Christian Eriksen
- Mathias Jørgensen
- Yussuf Poulsen
- Dele Alli
- Jesse Lingard
- Harry Maguire
- Kieran Trippier
- Benjamin Pavard
- Paul Pogba
- Samuel Umtiti
- Raphaël Varane
- Toni Kroos
- Marco Reus
- Alfreð Finnbogason
- Gylfi Sigurðsson
- Karim Ansarifard
- Haraguchi Genki
- Honda Keisuke
- Kagawa Shinji
- Osako Yuya
- Javier Hernández
- Hirving Lozano
- Carlos Vela
- Khalid Boutaïb
- Youssef En-Nesyri
- Victor Moses
- Felipe Baloy
- André Carrillo
- Paolo Guerrero
- Jan Bednarek
- Grzegorz Krychowiak
- Pepe
- Ricardo Quaresma
- Mário Fernandes
- Yury Gazinsky
- Aleksandr Golovin
- Salem Al-Dawsari
- Salman Al-Faraj
- Sadio Mané
- M'Baye Niang
- Moussa Wagué
- Aleksandar Kolarov
- Aleksandar Mitrović
- Kim Young-gwon
- Iago Aspas
- Isco
- Nacho
- Ludwig Augustinsson
- Emil Forsberg
- Ola Toivonen
- Josip Drmić
- Blerim Džemaili
- Xherdan Shaqiri
- Granit Xhaka
- Steven Zuber
- Dylan Bronn
- Ferjani Sassi
- Fakhreddine Ben Youssef
- José Giménez

1 bàn phản lưới nhà
- Aziz Behich (trong trận gặp Pháp)
- Fernandinho (trong trận gặp Bỉ)
- Mario Mandžukić (trong trận gặp Pháp)
- Ahmed Fathy (trong trận gặp Nga)
- Edson Álvarez (trong trận gặp Thụy Điển)
- Aziz Bouhaddouz (trong trận gặp Iran)
- Oghenekaro Etebo (trong trận gặp Croatia)
- Thiago Cionek (trong trận gặp Sénégal)
- Denis Cheryshev (trong trận gặp Uruguay)
- Sergei Ignashevich (trong trận gặp Tây Ban Nha)
- Yann Sommer (trong trận gặp Costa Rica)
- Yassine Meriah (trong trận gặp Panama)

Nguồn: FIFA

## Kiến tạo
2 kiến tạo
- Éver Banega
- Lionel Messi
- Nacer Chadli
- Kevin De Bruyne
- Eden Hazard
- Thomas Meunier
- Youri Tielemans
- Philippe Coutinho
- Juan Fernando Quintero
- James Rodríguez
- Antoine Griezmann
- Lucas Hernández
- Artem Dzyuba
- Aleksandr Golovin
- Viktor Claesson
- Carlos Sánchez

1 kiến tạo
- Gabriel Mercado
- Marcos Rojo
- Toby Alderweireld
- Romelu Lukaku
- Dries Mertens
- Douglas Costa
- Gabriel Jesus
- Neymar
- Willian
- Juan Cuadrado
- Joel Campbell
- Milan Badelj
- Marcelo Brozović
- Mateo Kovačić
- Mario Mandžukić
- Luka Modrić
- Ivan Perišić
- Josip Pivarić
- Domagoj Vida
- Šime Vrsaljko
- Thomas Delaney
- Christian Eriksen
- Nicolai Jørgensen
- Abdallah Said
- Jesse Lingard
- Harry Maguire
- Raheem Sterling
- Kieran Trippier
- Ashley Young
- Olivier Giroud
- Corentin Tolisso
- Mario Gómez
- Marco Reus
- Honda Keisuke
- Inui Takashi
- Kagawa Shinji
- Nagatomo Yuto
- Shibasaki Gaku
- Javier Hernández
- Hirving Lozano
- Fayçal Fajr
- Victor Moses
- Kenneth Omeruo
- Ricardo Ávila
- Paolo Guerrero
- Kamil Grosicki
- Rafał Kurzawa
- Gonçalo Guedes
- Raphaël Guerreiro
- João Moutinho
- Adrien Silva
- Alan Dzagoev
- Mário Fernandes
- Ilya Kutepov
- Roman Zobnin
- Abdullah Otayf
- M'Baye Niang
- Dušan Tadić
- Lee Jae-sung
- Ju Se-jong
- Sergio Busquets
- Dani Carvajal
- Andrés Iniesta
- Ola Toivonen
- Breel Embolo
- Mario Gavranović
- Xherdan Shaqiri
- Denis Zakaria
- Oussama Haddadi
- Wahbi Khazri
- Hamdi Nagguez
- Rodrigo Bentancur
- Luis Suárez

Nguồn: FIFA

## Các giải thưởng trận đấu

### Cầu thủ xuất sắc
| Hạng | Tên                     | Đội tuyển   | Đối thủ                                                          | Giải thưởng |
| ---- | ----------------------- | ----------- | ---------------------------------------------------------------- | ----------- |
| 1    | Antoine Griezmann       | Pháp        | Úc (Vòng bảng), Uruguay (Tứ kết), Croatia (Chung kết)            | 3           |
| 1    | Eden Hazard             | Bỉ          | Tunisia (Vòng bảng), Nhật Bản (Vòng 16 đội), Anh (Tranh hạng ba) | 3           |
| 1    | Harry Kane              | Anh         | Tunisia (Vòng bảng), Panama (Vòng bảng), Colombia (Vòng 16 đội)  | 3           |
| 1    | Luka Modrić             | Croatia     | Nigeria (Vòng bảng), Argentina (Vòng bảng), Nga (Tứ kết)         | 3           |
| 5    | Denis Cheryshev         | Nga         | Ả Rập Xê Út (Vòng bảng), Ai Cập (Vòng bảng)                      | 2           |
| 5    | Philippe Coutinho       | Brasil      | Thụy Sĩ (Vòng bảng), Costa Rica (Vòng bảng)                      | 2           |
| 5    | Kylian Mbappé           | Pháp        | Peru (Vòng bảng), Argentina (Vòng 16 đội)                        | 2           |
| 5    | Cristiano Ronaldo       | Bồ Đào Nha  | Tây Ban Nha (Vòng bảng), Maroc (Vòng bảng)                       | 2           |
| 5    | Luis Suárez             | Uruguay     | Ả Rập Xê Út (Vòng bảng), Nga (Vòng bảng)                         | 2           |
| 10   | Igor Akinfeev           | Nga         | Tây Ban Nha (Vòng 16 đội)                                        | 1           |
| 10   | Ludwig Augustinsson     | Thụy Điển   | México (Vòng bảng)                                               | 1           |
| 10   | Milan Badelj            | Croatia     | Iceland (Vòng bảng)                                              | 1           |
| 10   | Jan Bednarek            | Ba Lan      | Nhật Bản (Vòng bảng)                                             | 1           |
| 10   | Fakhreddine Ben Youssef | Tunisia     | Panama (Vòng bảng)                                               | 1           |
| 10   | André Carrillo          | Perú        | Úc (Vòng bảng)                                                   | 1           |
| 10   | Edinson Cavani          | Uruguay     | Bồ Đào Nha (Vòng 16 đội)                                         | 1           |
| 10   | Cho Hyun-woo            | Hàn Quốc    | Đức (Vòng bảng)                                                  | 1           |
| 10   | Diego Costa             | Tây Ban Nha | Iran (Vòng bảng)                                                 | 1           |
| 10   | Kevin De Bruyne         | Bỉ          | Brasil (Tứ kết)                                                  | 1           |
| 10   | Blerim Džemaili         | Thụy Sĩ     | Costa Rica (Vòng bảng)                                           | 1           |
| 10   | Mohamed El-Shenawy      | Ai Cập      | Uruguay (Vòng bảng)                                              | 1           |
| 10   | Christian Eriksen       | Đan Mạch    | Úc (Vòng bảng)                                                   | 1           |
| 10   | Emil Forsberg           | Thụy Điển   | Thụy Sĩ (Vòng 16 đội)                                            | 1           |
| 10   | Andreas Granqvist       | Thụy Điển   | Hàn Quốc (Vòng bảng)                                             | 1           |
| 10   | Hannes Þór Halldórsson  | Iceland     | Argentina (Vòng bảng)                                            | 1           |
| 10   | Amine Harit             | Maroc       | Iran (Vòng bảng)                                                 | 1           |
| 10   | Javier Hernández        | México      | Hàn Quốc (Vòng bảng)                                             | 1           |
| 10   | Isco                    | Tây Ban Nha | Maroc (Vòng bảng)                                                | 1           |
| 10   | Adnan Januzaj           | Bỉ          | Anh (Vòng bảng)                                                  | 1           |
| 10   | N'Golo Kanté            | Pháp        | Đan Mạch (Vòng bảng)                                             | 1           |
| 10   | Aleksandar Kolarov      | Serbia      | Costa Rica (Vòng bảng)                                           | 1           |
| 10   | Hirving Lozano          | México      | Đức (Vòng bảng)                                                  | 1           |
| 10   | Romelu Lukaku           | Bỉ          | Panama (Vòng bảng)                                               | 1           |
| 10   | Sadio Mané              | Sénégal     | Nhật Bản (Vòng bảng)                                             | 1           |
| 10   | Lionel Messi            | Argentina   | Nigeria (Vòng bảng)                                              | 1           |
| 10   | Yerry Mina              | Colombia    | Sénégal (Vòng bảng)                                              | 1           |
| 10   | Ahmed Musa              | Nigeria     | Iceland (Vòng bảng)                                              | 1           |
| 10   | Neymar                  | Brasil      | México (Vòng 16 đội)                                             | 1           |
| 10   | M'Baye Niang            | Sénégal     | Ba Lan (Vòng bảng)                                               | 1           |
| 10   | Osako Yuya              | Nhật Bản    | Colombia (Vòng bảng)                                             | 1           |
| 10   | Paulinho                | Brasil      | Serbia (Vòng bảng)                                               | 1           |
| 10   | Ivan Perišić            | Croatia     | Anh (Bán kết)                                                    | 1           |
| 10   | Jordan Pickford         | Anh         | Thụy Điển (Tứ kết)                                               | 1           |
| 10   | Yussuf Poulsen          | Đan Mạch    | Peru (Vòng bảng)                                                 | 1           |
| 10   | Ricardo Quaresma        | Bồ Đào Nha  | Iran (Vòng bảng)                                                 | 1           |
| 10   | Marco Reus              | Đức         | Thụy Điển (Vòng bảng)                                            | 1           |
| 10   | James Rodríguez         | Colombia    | Ba Lan (Vòng bảng)                                               | 1           |
| 10   | Mohamed Salah           | Ai Cập      | Ả Rập Xê Út (Vòng bảng)                                          | 1           |
| 10   | Kasper Schmeichel       | Đan Mạch    | Croatia (Vòng 16 đội)                                            | 1           |
| 10   | Xherdan Shaqiri         | Thụy Sĩ     | Serbia (Vòng bảng)                                               | 1           |
| 10   | Samuel Umtiti           | Pháp        | Bỉ (Bán kết)                                                     | 1           |

### Giữ sạch lưới
| Hạng | Tên                | Đội tuyển   | Đối thủ                                                          | Giải thưởng |
| ---- | ------------------ | ----------- | ---------------------------------------------------------------- | ----------- |
| 1    | Alisson            | Brasil      | Costa Rica (Vòng bảng), Serbia (Vòng bảng), México (Vòng 16 đội) | 3           |
| 1    | Thibaut Courtois   | Bỉ          | Panama (Vòng bảng), Anh (Vòng bảng), Anh (Tranh hạng ba)         | 3           |
| 1    | Hugo Lloris        | Pháp        | Peru (Vòng bảng), Uruguay (Tứ kết), Bỉ (Bán kết)                 | 3           |
| 1    | Fernando Muslera   | Uruguay     | Ai Cập (Vòng bảng), Ả Rập Xê Út (Vòng bảng), Nga (Vòng bảng)     | 3           |
| 1    | Robin Olsen        | Thụy Điển   | Hàn Quốc (Vòng bảng), México (Vòng bảng), Thụy Sĩ (Vòng 16 đội)  | 3           |
| 6    | David Ospina       | Colombia    | Ba Lan (Vòng bảng), Sénégal (Vòng bảng)                          | 2           |
| 6    | Kasper Schmeichel  | Đan Mạch    | Peru (Vòng bảng), Pháp (Vòng bảng)                               | 2           |
| 6    | Danijel Subašić    | Croatia     | Nigeria (Vòng bảng), Argentina (Vòng bảng)                       | 2           |
| 9    | Igor Akinfeev      | Nga         | Ả Rập Xê Út (Vòng bảng)                                          | 1           |
| 9    | Alireza Beiranvand | Iran        | Maroc (Vòng bảng)                                                | 1           |
| 9    | David de Gea       | Tây Ban Nha | Iran (Vòng bảng)                                                 | 1           |
| 9    | Łukasz Fabiański   | Ba Lan      | Nhật Bản (Vòng bảng)                                             | 1           |
| 9    | Pedro Gallese      | Perú        | Úc (Vòng bảng)                                                   | 1           |
| 9    | Jo Hyeon-woo       | Hàn Quốc    | Đức (Vòng bảng)                                                  | 1           |
| 9    | Steve Mandanda     | Pháp        | Đan Mạch (Vòng bảng)                                             | 1           |
| 9    | Guillermo Ochoa    | México      | Đức (Vòng bảng)                                                  | 1           |
| 9    | Rui Patrício       | Bồ Đào Nha  | Maroc (Vòng bảng)                                                | 1           |
| 9    | Jordan Pickford    | Anh         | Thụy Điển (Tứ kết)                                               | 1           |
| 9    | Vladimir Stojković | Serbia      | Costa Rica (Vòng bảng)                                           | 1           |
| 9    | Francis Uzoho      | Nigeria     | Iceland (Vòng bảng)                                              | 1           |

## Nhiều kỳ Cúp Thế giới
Điểm số tại bốn kỳ Cúp Thế giới
| Tên               | 2006      | 2006     | 2010      | 2010     | 2014      | 2014     | 2018      | 2018         | Tổng số bàn thắng |
| Tên               | Bàn thắng | Trận gặp | Bàn thắng | Trận gặp | Bàn thắng | Trận gặp | Bàn thắng | Trận gặp     | Tổng số bàn thắng |
| ----------------- | --------- | -------- | --------- | -------- | --------- | -------- | --------- | ------------ | ----------------- |
| Cristiano Ronaldo | 1         | IRN      | 1         | PRK      | 1         | GHA      | 4         | ESP (3), MAR | 7                 |

Điểm số tại ba kỳ Cúp Thế giới
| Tên              | 2006      | 2006     | 2010      | 2010         | 2014      | 2014              | 2018      | 2018         | Tổng số bàn thắng |
| Tên              | Bàn thắng | Trận gặp | Bàn thắng | Trận gặp     | Bàn thắng | Trận gặp          | Bàn thắng | Trận gặp     | Tổng số bàn thắng |
| ---------------- | --------- | -------- | --------- | ------------ | --------- | ----------------- | --------- | ------------ | ----------------- |
| Edinson Cavani   | —         | —        | 1         | GER          | 1         | CRC               | 3         | RUS, POR (2) | 5                 |
| Javier Hernández | —         | —        | 2         | FRA, ARG     | 1         | CRO               | 1         | KOR          | 4                 |
| Honda Keisuke    | —         | —        | 2         | CAM, DEN     | 1         | CIV               | 1         | SEN          | 4                 |
| Lionel Messi     | 1         | SCG      | 0         | —            | 4         | BIH, IRN, NGA (2) | 1         | NGA          | 6                 |
| Luis Suárez      | —         | —        | 3         | MEX, KOR (2) | 2         | ENG (2)           | 2         | KSA, RUS     | 7                 |

- Messi đã thi đấu vào năm 2010 nhưng không có ghi bàn.

Tham gia trong năm kỳ Cúp Thế giới
| Tên            | 2002 | 2002               | 2006 | 2006               | 2010 | 2010               | 2014 | 2014               | 2018 | 2018          | Tổng số |
| Tên            | ST   | Trận gặp           | ST   | Trận gặp           | ST   | Trận gặp           | ST   | Trận gặp           | ST   | Trận gặp      | Tổng số |
| -------------- | ---- | ------------------ | ---- | ------------------ | ---- | ------------------ | ---- | ------------------ | ---- | ------------- | ------- |
| Rafael Márquez | 4    | CRO, ECU, ITA, USA | 4    | IRN, ANG, POR, ARG | 4    | RSA, FRA, URU, ARG | 4    | CMR, BRA, CRO, NED | 3    | GER, KOR, BRA | 19      |

- Rafael Márquez trở thành cầu thủ đầu tiên dẫn dắt đội trưởng đội tuyển của mình trong năm kỳ Cúp Thế giới khác nhau.

Tham gia trong bốn kỳ Cúp Thế giới
| Tên               | 2006 | 2006                         | 2010 | 2010                              | 2014 | 2014                              | 2018 | 2018               | Tổng số |
| Tên               | ST   | Trận gặp                     | ST   | Trận gặp                          | ST   | Trận gặp                          | ST   | Trận gặp           | Tổng số |
| ----------------- | ---- | ---------------------------- | ---- | --------------------------------- | ---- | --------------------------------- | ---- | ------------------ | ------- |
| Valon Behrami     | 1    | KOR                          | 1    | CHI                               | 4    | ECU, FRA, HON, ARG                | 4    | BRA, SRB, CRC, SWE | 10      |
| Tim Cahill        | 4    | JPN, BRA, CRO, ITA           | 2    | GER, SRB                          | 2    | CHI, NED                          | 1    | PER                | 9       |
| Andrés Guardado   | 1    | ARG                          | 3    | RSA, URU, ARG                     | 4    | CMR, BRA, CRO, NED                | 4    | GER, KOR, SWE, BRA | 12      |
| Andrés Iniesta    | 1    | KSA                          | 6    | SUI, CHI, POR, PAR, GER, NED      | 3    | NED, CHI, AUS                     | 4    | POR, IRN, MAR, RUS | 14      |
| Javier Mascherano | 5    | CIV, SCG, NED, MEX, GER      | 4    | NGA, KOR, MEX, GER                | 7    | BIH, IRN, NGA, SUI, BEL, NED, GER | 4    | ISL, CRO, NGA, FRA | 20      |
| Lionel Messi      | 3    | SCG, NED, MEX                | 5    | NGA, KOR, GRE, MEX, GER           | 7    | BIH, IRN, NGA, SUI, BEL, NED, GER | 4    | ISL, CRO, NGA, FRA | 19      |
| Sergio Ramos      | 3    | UKR, TUN, FRA                | 7    | SUI, HON, CHI, POR, PAR, GER, NED | 3    | NED, CHI, AUS                     | 4    | POR, IRN, MAR, RUS | 17      |
| Cristiano Ronaldo | 6    | ANG, IRN, NED, ENG, FRA, GER | 4    | CIV, PRK, BRA, ESP                | 3    | GER, USA, GHA                     | 4    | ESP, MAR, IRN, URU | 17      |

## Kết quả tổng thể
Số in đậm cho biết giá trị tối đa trong mỗi cột.

### Theo đội tuyển
| Đội         | ST    | T  | H     | B  | Đ   | TBĐ  | BT  | TBBT | BB  | TBBB | HS  | TBHS  | CS | ACS  | TV  | TBTV | TĐ | TBTĐ |
| ----------- | ----- | -- | ----- | -- | --- | ---- | --- | ---- | --- | ---- | --- | ----- | -- | ---- | --- | ---- | -- | ---- |
| Argentina   | 4     | 1  | 1     | 2  | 4   | 1.00 | 6   | 1.50 | 9   | 2.25 | -3  | -0.75 | 0  | 0.00 | 11  | 2.75 | 0  | 0.00 |
| Úc          | 3     | 0  | 1     | 2  | 1   | 0.33 | 2   | 0.67 | 5   | 1.67 | -3  | -1.00 | 0  | 0.00 | 7   | 2.33 | 0  | 0.00 |
| Bỉ          | 7     | 6  | 0     | 1  | 18  | 2.57 | 16  | 2.29 | 6   | 0.86 | +10 | 1.43  | 3  | 0.43 | 11  | 1.57 | 0  | 0.00 |
| Brasil      | 5     | 3  | 1     | 1  | 10  | 2.00 | 8   | 1.60 | 3   | 0.60 | +5  | 1.00  | 3  | 0.60 | 7   | 1.40 | 0  | 0.00 |
| Colombia    | 4     | 2  | 1     | 1  | 7   | 1.75 | 6   | 1.50 | 3   | 0.75 | +3  | 0.75  | 2  | 0.50 | 9   | 2.25 | 1  | 0.25 |
| Costa Rica  | 3     | 0  | 1     | 2  | 1   | 0.33 | 2   | 0.67 | 5   | 1.67 | -3  | -1.00 | 0  | 0.00 | 6   | 2.00 | 0  | 0.00 |
| Croatia     | 7     | 4  | 2     | 1  | 14  | 2.00 | 14  | 2.00 | 9   | 1.29 | +5  | 0.71  | 2  | 0.29 | 15  | 2.14 | 0  | 0.00 |
| Đan Mạch    | 4     | 1  | 3     | 0  | 6   | 1.50 | 3   | 0.75 | 2   | 0.50 | +1  | 0.25  | 2  | 0.50 | 6   | 1.50 | 0  | 0.00 |
| Ai Cập      | 3     | 0  | 0     | 3  | 0   | 0.00 | 2   | 0.67 | 6   | 2.00 | -4  | -1.33 | 0  | 0.00 | 5   | 1.67 | 0  | 0.00 |
| Anh         | 7     | 3  | 1     | 3  | 10  | 1.43 | 12  | 1.71 | 8   | 1.14 | +4  | 0.57  | 1  | 0.14 | 8   | 1.14 | 0  | 0.00 |
| Pháp        | 7     | 6  | 1     | 0  | 19  | 2.71 | 14  | 2.00 | 6   | 0.86 | +8  | 1.14  | 4  | 0.57 | 12  | 1.71 | 0  | 0.00 |
| Đức         | 3     | 1  | 0     | 2  | 3   | 1.00 | 2   | 0.67 | 4   | 1.33 | -2  | -0.67 | 0  | 0.00 | 2   | 0.67 | 1  | 0.33 |
| Iceland     | 3     | 0  | 1     | 2  | 1   | 0.33 | 2   | 0.67 | 5   | 1.67 | -3  | -1.00 | 0  | 0.00 | 3   | 1.00 | 0  | 0.00 |
| Iran        | 3     | 1  | 1     | 1  | 4   | 1.33 | 2   | 0.67 | 2   | 0.67 | 0   | 0.00  | 1  | 0.33 | 7   | 2.33 | 0  | 0.00 |
| Nhật Bản    | 4     | 1  | 1     | 2  | 4   | 1.00 | 6   | 1.50 | 7   | 1.75 | -1  | -0.25 | 0  | 0.00 | 5   | 1.25 | 0  | 0.00 |
| México      | 4     | 2  | 0     | 2  | 6   | 1.50 | 3   | 0.75 | 6   | 1.50 | -3  | -0.75 | 1  | 0.25 | 9   | 2.25 | 0  | 0.00 |
| Maroc       | 3     | 0  | 1     | 2  | 1   | 0.33 | 2   | 0.67 | 4   | 1.33 | -2  | -0.67 | 0  | 0.00 | 8   | 2.67 | 0  | 0.00 |
| Nigeria     | 3     | 1  | 0     | 2  | 3   | 1.00 | 3   | 1.00 | 4   | 1.33 | -1  | -0.33 | 1  | 0.33 | 4   | 1.33 | 0  | 0.00 |
| Panama      | 3     | 0  | 0     | 3  | 0   | 0.00 | 2   | 0.67 | 11  | 3.67 | -9  | -3.00 | 0  | 0.00 | 11  | 3.67 | 0  | 0.00 |
| Perú        | 3     | 1  | 0     | 2  | 3   | 1.00 | 2   | 0.67 | 2   | 0.67 | 0   | 0.00  | 1  | 0.33 | 5   | 1.67 | 0  | 0.00 |
| Ba Lan      | 3     | 1  | 0     | 2  | 3   | 1.00 | 2   | 0.67 | 5   | 1.67 | -3  | -1.00 | 1  | 0.33 | 3   | 1.00 | 0  | 0.00 |
| Bồ Đào Nha  | 4     | 1  | 2     | 1  | 5   | 1.25 | 6   | 1.50 | 6   | 1.50 | 0   | 0.00  | 1  | 0.25 | 7   | 1.75 | 0  | 0.00 |
| Nga         | 5     | 2  | 2     | 1  | 8   | 1.60 | 11  | 2.20 | 7   | 1.40 | +4  | 0.80  | 1  | 0.20 | 6   | 1.20 | 1  | 0.20 |
| Ả Rập Xê Út | 3     | 1  | 0     | 2  | 3   | 1.00 | 2   | 0.67 | 7   | 2.33 | -5  | -1.67 | 0  | 0.00 | 1   | 0.33 | 0  | 0.00 |
| Sénégal     | 3     | 1  | 1     | 1  | 4   | 1.33 | 4   | 1.33 | 4   | 1.33 | 0   | 0.00  | 0  | 0.00 | 6   | 2.00 | 0  | 0.00 |
| Serbia      | 3     | 1  | 0     | 2  | 3   | 1.00 | 2   | 0.67 | 4   | 1.33 | -2  | -0.67 | 1  | 0.33 | 9   | 3.00 | 0  | 0.00 |
| Hàn Quốc    | 3     | 1  | 0     | 2  | 3   | 1.00 | 3   | 1.00 | 3   | 1.00 | 0   | 0.00  | 1  | 0.33 | 10  | 3.33 | 0  | 0.00 |
| Tây Ban Nha | 4     | 1  | 3     | 0  | 6   | 1.50 | 7   | 1.75 | 6   | 1.50 | +1  | 0.25  | 1  | 0.25 | 2   | 0.50 | 0  | 0.00 |
| Thụy Điển   | 5     | 3  | 0     | 2  | 9   | 1.80 | 6   | 1.20 | 4   | 0.80 | +2  | 0.40  | 3  | 0.60 | 8   | 1.60 | 0  | 0.00 |
| Thụy Sĩ     | 4     | 1  | 2     | 1  | 5   | 1.25 | 5   | 1.25 | 5   | 1.25 | 0   | 0.00  | 0  | 0.00 | 9   | 2.25 | 1  | 0.25 |
| Tunisia     | 3     | 1  | 0     | 2  | 3   | 1.00 | 5   | 1.67 | 8   | 2.67 | -3  | -1.00 | 0  | 0.00 | 4   | 1.33 | 0  | 0.00 |
| Uruguay     | 5     | 4  | 0     | 1  | 12  | 2.40 | 7   | 1.40 | 3   | 0.60 | +4  | 0.80  | 3  | 0.60 | 3   | 0.60 | 0  | 0.00 |
| Tổng số     | 64(1) | 51 | 13(2) | 51 | 179 | 1.40 | 169 | 1.32 | 169 | 1.32 | 0   | 0.00  | 33 | 0.26 | 219 | 1.71 | 4  | 0.03 |

Các đội tuyển được kết xuất trong chữ nghiêng đại diện cho quốc gia chủ nhà. Đội tuyển chiến thắng của cuộc thi được kết xuất trong chữ đậm.
(1) – Tổng số trận thua không được tính trong tổng số trận được diễn ra (tổng số trận thua = tổng số trận thắng)
(2) – Tổng số trận hòa (tied) cho tất cả các đội = Tổng số trận hòa (tied) ÷ 2 (cả hai đội tham gia)
(3) – Theo quy ước thống kê trong bóng đá, các trận đấu được quyết định trong hiệp phụ được tính là trận thắng và trận thua, trong khi các trận đấu được quyết định bởi loạt sút luân lưu được tính là trận hòa.

### Theo liên đoàn
| Liên đoàn | SĐ | ST    | T  | H     | B  | Đ   | TBĐ  | Điểm/Đội |
| --------- | -- | ----- | -- | ----- | -- | --- | ---- | -------- |
| AFC       | 5  | 16    | 4  | 3     | 9  | 15  | 0.94 | 3.00     |
| CAF       | 5  | 15    | 3  | 2     | 10 | 11  | 0.73 | 2.20     |
| CONCACAF  | 3  | 10    | 2  | 1     | 7  | 7   | 0.70 | 2.33     |
| CONMEBOL  | 5  | 21    | 11 | 3     | 7  | 36  | 1.71 | 7.20     |
| UEFA      | 14 | 66    | 31 | 17    | 18 | 110 | 1.67 | 7.86     |
| Tổng số   | 32 | 64(1) | 51 | 13(2) | 51 | 179 | 1.40 | 5.59     |

Quốc gia chủ nhà nằm trong khu vực được kết xuất trong chữ nghiêng.
(1) – Tổng số trận thua không được tính trong tổng số trận được diễn ra (tổng số trận thua = tổng số trận thắng)
(2) – Tổng số trận hòa (tied) cho tất cả các đội = Tổng số trận hòa (tied) ÷ 2 (cả hai đội tham gia)
(3) – Theo quy ước thống kê trong bóng đá, các trận đấu được quyết định trong hiệp phụ được tính là trận thắng và trận thua, trong khi các trận đấu được quyết định bởi loạt sút luân lưu được tính là trận hòa.

## Sân vận động
| Sân vận động                 | Thành phố             | Sức chứa  | Độ cao | Số trận | Tổng số khán giả | Trung bình khán giả cho mỗi trận đấu | Trung bình khán giả là % sức chứa | Tổng số bàn thắng | Ghi bàn trung bình cho mỗi trận đấu |
| ---------------------------- | --------------------- | --------- | ------ | ------- | ---------------- | ------------------------------------ | --------------------------------- | ----------------- | ----------------------------------- |
| Sân vận động Trung tâm       | Yekaterinburg         | 33.061    | 273 m  | 4       | 125.437          | 31.359                               | 94.85%                            | 9                 | 2.25                                |
| Cosmos Arena                 | Samara                | 41.970    | 163 m  | 6       | 248.060          | 41.343                               | 98.51%                            | 11                | 1.83                                |
| Sân vận động Olympic Fisht   | Sochi                 | 44.287    | 1 m    | 6       | 264.057          | 44.010                               | 99.37%                            | 21                | 3.50                                |
| Sân vận động Kaliningrad     | Kaliningrad           | 33.973    | 0 m    | 4       | 132.249          | 33.062                               | 97.32%                            | 10                | 2.50                                |
| Kazan Arena                  | Kazan                 | 42.873    | 51 m   | 6       | 254.451          | 42.409                               | 98.92%                            | 19                | 3.17                                |
| Sân vận động Krestovsky      | Sankt-Peterburg       | 64.468    | 13 m   | 7       | 448.686          | 64.098                               | 99.43%                            | 14                | 2.00                                |
| Sân vận động Luzhniki        | Moskva                | 78.011    | 151 m  | 7       | 546.077          | 78.011                               | 100.00%                           | 18                | 2.57                                |
| Mordovia Arena               | Saransk               | 41.685    | 126 m  | 4       | 160.237          | 40.059                               | 96.10%                            | 9                 | 2.25                                |
| Sân vận động Nizhny Novgorod | Nizhny Novgorod       | 43.319    | 73 m   | 6       | 256.427          | 42.738                               | 98.66%                            | 19                | 3.17                                |
| Otkrytiye Arena              | Moskva                | 44.190    | 125 m  | 5       | 220.950          | 44.190                               | 100.00%                           | 16                | 3.20                                |
| Rostov Arena                 | Rostov trên sông Đông | 43.472    | 0 m    | 5       | 214.197          | 42.839                               | 98.54%                            | 14                | 2.80                                |
| Volgograd Arena              | Volgograd             | 43.713    | 31 m   | 4       | 160.980          | 40.245                               | 92.07%                            | 9                 | 2.25                                |
| Tổng số                      | Tổng số               | 3.080.085 |        | 64      | 3.031.768        | 47.371                               | 98.43%                            | 169               | 2.64                                |

### Kỷ lục khán giả
Tốp 10 khán giả cao nhất.
| Hạng | Khán giả | Trận đấu            | Địa điểm                | Thành phố       | Ngày                | TK     |
| ---- | -------- | ------------------- | ----------------------- | --------------- | ------------------- | ------ |
| 1    | 78.011   | Nga v Ả Rập Xê Út   | Sân vận động Luzhniki   | Moskva          | 14 tháng 6 năm 2018 | [ 89 ] |
| 1    | 78.011   | Đức v México        | Sân vận động Luzhniki   | Moskva          | 17 tháng 6 năm 2018 | [ 90 ] |
| 1    | 78.011   | Bồ Đào Nha v Maroc  | Sân vận động Luzhniki   | Moskva          | 20 tháng 6 năm 2018 | [ 91 ] |
| 1    | 78.011   | Đan Mạch v Pháp     | Sân vận động Luzhniki   | Moskva          | 26 tháng 6 năm 2018 | [ 92 ] |
| 1    | 78.011   | Tây Ban Nha v Nga   | Sân vận động Luzhniki   | Moskva          | 1 tháng 7 năm 2018  | [ 93 ] |
| 1    | 78.011   | Croatia v Anh       | Sân vận động Luzhniki   | Moskva          | 11 tháng 7 năm 2018 | [ 94 ] |
| 1    | 78.011   | Pháp v Croatia      | Sân vận động Luzhniki   | Moskva          | 15 tháng 7 năm 2018 | [ 95 ] |
| 8    | 64.468   | Nga v Ai Cập        | Sân vận động Krestovsky | Sankt-Peterburg | 19 tháng 6 năm 2018 | [ 96 ] |
| 8    | 64.468   | Brasil v Costa Rica | Sân vận động Krestovsky | Sankt-Peterburg | 22 tháng 6 năm 2018 | [ 97 ] |
| 8    | 64.468   | Nigeria v Argentina | Sân vận động Krestovsky | Sankt-Peterburg | 26 tháng 6 năm 2018 | [ 98 ] |

- Khán giả thấp nhất: 27.015 –  Ai Cập v  Uruguay, sân vận động Trung tâm, Yekaterinburg, ngày 15 tháng 6 năm 2018[99]